# Battaglia del fiume Terek
La battaglia del fiume Terek fu lo scontro che concluse la guerra combattuta tra Toktamish, khan dell'Orda d'Oro, e Tamerlano, a capo dell'impero timuride. La schermaglia si svolse il 14 o il 15 aprile 1395 presso il fiume Terek, nel Caucaso settentrionale. Essa si concluse con una vittoria di Tamerlano.

## Antefatti

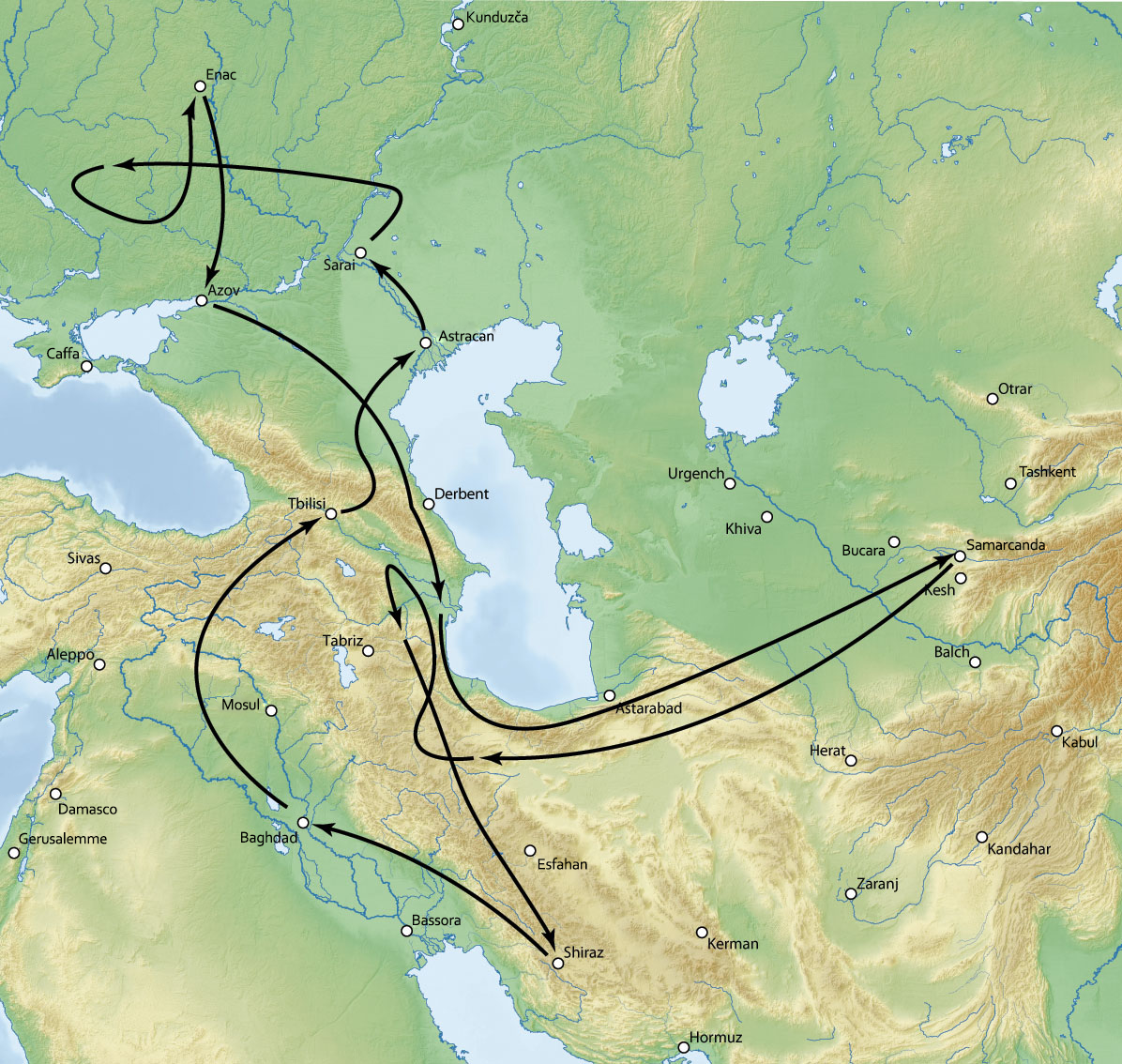
Le campagne compiute da Tamerlano tra il 1392 e il 1396 nell'Orda d'Oro

Tamerlano, l'ambizioso signore che si era imposto alla guida dell'impero timuride e che sognava di ripercorrere le orme di Genghis Khan, aveva deciso verso la fine del Trecento di compiere una serie di campagne espansionistiche verso est, per la precisione nella regione del Caucaso. Quell'area apparteneva all'Orda d'Oro, un khanato fondato dai mongoli a seguito della loro invasione dell'Europa e che all'epoca era guidato da Toktamish. 
La situazione geopolitica era complicata, poiché Tamerlano aveva già preso di mira il territorio dell'Orda d'Oro incutendo grande timore tra i suoi abitanti. In cerca di alleati contro il suo grande nemico orientale, Toktamish si alleò tra il 1394 e il 1395 con Barquq, sultano mamelucco d'Egitto. Nel 1394, il khan dell'Orda d'Oro tentò di assaltare i territori situati a sud della città di Derbent, nella provincia di Shirvan, che faceva parte dell'impero timuride. Toktamish, che sperava di dissuadere il suo avversario da nuovi attacchi, suscitò invece l'effetto opposto, con Tamerlano che decise di inaugurare una nuova e più organizzata spedizione contro l'Orda d'Oro nella primavera del 1395. Poiché si sarebbe rivelato troppo lungo e complicato procedere nella steppa pontico-caspica, il khan timuride decise di farsi strada attraverso la catena del Caucaso. Toktamish tentò di evitare uno scontro armato, ma i suoi ambasciatori furono rimandati indietro e i due schieramenti si prepararono così all'inevitabile battaglia all'inizio dell'aprile del 1395.

## La battaglia
I due eserciti si incontrarono il 14 o il 15 aprile 1395 sulle rive del fiume Terek, in Ciscaucasia. La cavalleria di Tokhtamish attaccò il fianco destro e il centro dell'esercito di Tamerlano. Invece di costringere l'esercito di Tamerlano a indietreggiare, alcuni emiri dell'Orda d'Oro cambiarono fazione, passando dalla parte dell'avversario. Quest'ultimo, insieme agli emiri disertori, sconfisse il fianco sinistro dell'esercito di Toktamish, costringendo il suo esercito alla ritirata. L'esercito di Tamerlano soppresse e inseguì i soldati ancora fedeli a Toktamish.

## Conseguenze
Mentre inseguiva le truppe di Toktamish in fuga, Tamerlano assediò con successo le città di Astrachan', Saraj e Azov. Toktamish fu costretto a chiedere aiuto a potenze straniere per la sua causa, tra cui innanzitutto la Lituania e la Polonia, le quali si offrirono di aiutarlo. Tuttavia, la coalizione fu sbaragliata nella battaglia del fiume Vorskla che ebbe luogo nel 1399.